# Четово
Че́тово — пасажирський залізничний зупинний пункт Ужгородської дирекції Львівської залізниці.
Розташований поблизу села Четфалва, Берегівський район Закарпатської області на лінії Батьово — Солотвино І між станціями Боржава (7 км) та Виноградів-Закарпатський (18 км).
Станом на серпень 2019 року щодня п'ять пар дизель-потягів прямують за напрямком Батьово — Королево/Солотвино I.